# August Pasch
August Pasch, född 1833, död 16 juli 1884 i Stockholm, var en svensk lärare och porträttmålare.
Han var son till professorn Gustaf Erik Pasch och Augusta Fredricka Wilhelmina Berg och gift med Hedvig Sofia Elisabet Lundh. Pasch var överlärare på ordinarie stat i geometrisk konstruktionslära och utgav några läroböcker i linearritning. Han var matrikelförare och bibliotekarie vid Svenska slöjdföreningens skola i Stockholm. Bland hans noterbara arbeten märks porträttet av fabrikören Per Gustaf Nyberg.